# Västra Bodarne
Västra Bodarne eller Västra Bodarna är en hållplats i Västerbodarna i Alingsås kommun vid Västra stambanan. Den öppnade 1897 och en ny byggnad uppfördes 1917. Den trafikeras av Göteborgs pendeltåg.
Trafikverket benämner hållplatsen Västra Bodarne medan Västtrafik benämner den Västra Bodarna.